# 苏沪嘉小片
苏沪嘉小片属于吳語太湖片，其方言通行于：上海市；浙江省嘉兴市；江苏省苏州市、无锡市、常熟市以及南通市通州區南部、東部沿海部分地区。